# Habforce
La Habforce (abv. de Habbanya force), parfois Force Hab en français, commandée par le général John George Walters Clark, est une force de la British Army de 5 800 hommes.
Pour les opérations de la guerre anglo-irakienne de mai 1941, elle comprend la quatrième brigade de cavalerie, deux compagnies du 1er bataillon du régiment de l'Essex, la 237e batterie d'artillerie de canons de 25 livres (87,63 mm) du 60th Field Artillery Regiment, la A troop d'artillerie équipée de canons antichars de 2 livres (40 mm) et un détachement du génie. 
Pour la campagne de Syrie, la Habforce est renforcée par la 169e batterie légère antiaérienne de canons de 40 mm Bofors et la A troop est remplacée par une batterie australienne de canons antichars de 2 livres.